# Aziza Sbaity
Aziza Sbaity (17 de novembre de 1991) és una velocista libanesa.
És la rècord nacional libanesa dels 100 metres i ha representat el seu país en un campionat del món a l'aire lliure i dos en cobert.
Nascuda a Monròvia de mare liberiana i pare libanès, Sbaity es va traslladar amb la seva família al Líban a 10 anys, escapant de la guerra civil a Libèria. Va créixer a Kafra, districte de Bint Jbeil, i va estudiar a SABIS.
El novembre de 2023, Sbaity va ser nomenada a la llista de les 100 dones de la BBC.